# Миљенко Смоје
Миљенко Смоје (Сплит, 14. фебруар 1923 — Сплит, 25. октобар 1995) је био хрватски књижевник, новинар и сатиричар.

## Биографија
Писао је путописе, сценарије, репортаже и сатире о обичном човеку и савременом животу. Објављивао је у Радио Сплиту, у Слободној Далмацији, ВУС-у и Вјеснику.
У својим путописима (који су у бити били и новински чланци и интервјуи са мештанима и опис места), објављиваним у „Слободној Далмацији“ (величине целе странице или целе две странице) новинарским неформалним приступом писао је о далматинским малим местима.
Написао је сценарије за ТВ серије „Наше мало мисто“ и „Вело мисто“, хронике далматинског живота у међуратном и поратном времену, које је објавио и као романе.
У 90-им је објављивао хумористичке прилоге у Ферал трибјуну, а најпознатија му је књига „Дневник једног пензионера“.

## Дела
- Хајдучка легенда (1971)
- Кроника о нашем Малом мисту (1971)
- Далматинска писма (1976)
- Вело Мисто (1981)
- Дневник једног пензионера (1981)
- Либар Миљенка Смоје (1981)
- Пасје новелете (1995)